# Additional Creations
Additional Creations drugo je EP izdanje američkog rock instrumentaliste Joe Satriania koji izlazi 2000.g. CD je posebno limitirano izdanje na kojem se nalaze skladbe s već izdanog albuma Engines of Creation.

## Popis pjesama
1. "Borg Sex" (Radio Mix) - 3:32
2. "Turkey Man" - 6:50
3. "Flavor Crystal 7" (Radio Mix) - 3:49
4. "Until We Say Goodbye" (Techno Mix) - 5:30